# Kim Ojo
Kim Ojo (Warri, 1988. december 2. –) nigériai labdarúgó.

## Pályafutása
Ojo 2011-ben igazolt a norvég SK Brannhoz, ahol a magyar válogatott Korcsmár Zsoltnak volt a csapattársa. Két szezon alatt 57 bajnoki találkozón 26 találatig jutott. 23 éves korában a KRC Genk szerződtette 1,2 millió euróért, ahol azonban nem sokszor került a tűz közelébe és gyakran sérüléssel is bajlódott. 2013-ban sikerült belga kupát nyernie a csapatával.
2014 nyarán Ojo az Újpest FC csapatához került kölcsönbe, ahol komoly erősítésnek számított a csatárproblémák miatt. A Himesháza elleni kupamérkőzésen mutatkozott be, ahol kezdőként két gólt szerzett, azonban nem tudta végig játszani a meccset mert részleges combizomszakadást szenvedett. Vignjević mester nagyon bízott abban, hogy a kölcsönbe érkezett Ojo megoldja a problémákat, ezért amint a nigériai futballista felépült, szinte egyből a kezdőben találta magát.
A hozzáállásával nem is volt gond, küzdött a mérkőzéseken, de a kapu előtt rendre rossz döntéseket hozott. A Kecskemét elleni 2–0-ra elveszített mérkőzésen véletlenül a saját hálójába juttatta a labdát, így tovább fokozódtak problémái. Tavasszal további sikertelen mérkőzés után bejelentette, hogy nem érzi jól magát Újpesten.
Nem sokkal később megszerezte első bajnoki gólját, a Pápa kapujába talált be büntetőből. Ezek után duplázott a Nyíregyháza ellen, és betalált az utolsó fordulóban a Kecskemétnek.
2015 nyarán az első osztályba feljutó Oud-Heverlee Leuven egyéves szerződést kötött vele, ahol az Újpest korábbi játékosa, Pierre-Yves Ngawa a csapattársa.